# Айгене
Айгене (каз. Айгене) — упразднённое село в Сузакском районе Южно-Казахстанской области Казахстана. Входило в состав Таукентской поселковой администрации. Код КАТО — 515655200. Ликвидировано в 2015 году.

## Население
В 1999 году население села составляло 177 человек (86 мужчин и 91 женщина). По данным переписи 2009 года в селе проживал 151 человек (83 мужчины и 68 женщин).